# 蒙德朗东
蒙德朗东（法語：Monts-de-Randon，法語發音：[mɔ̃ də ʁɑ̃dɔ̃]）是法国洛泽尔省的一个市镇，属于芒德区。该市镇于2019年1月1日由原市镇里约托尔德朗东、埃斯塔布勒、圣阿芒、塞尔维耶尔和拉维勒迪约合并而成，行政中心位于里约托尔德朗东。

## 地名
“蒙德朗东”（Monts-de-Randon）一名在法语中意为“朗东的众山”，而“朗东”（Randon）则为史上热沃当男爵领地之一。

## 地理
蒙德朗东（44°34'43"N, 3°28'48"E）面积147.38 平方千米，位于法国奧克西塔尼大區洛泽尔省，该省份为法国南部内陆省份，北起上盧瓦爾省和康塔爾省，西接阿韦龙省，南至加尔省，东临阿尔代什省。
与蒙德朗东接壤的市镇（或旧市镇、城区）包括：马尔热里德地区圣德尼、拉帕努斯、圣索沃尔-德日内斯图、阿尔藏克德朗东、勒博恩、沙斯泰勒努韦勒、芒德、巴尔雅克、加布里亚斯、圣加勒、莱洛比、拉尚-里贝讷。
蒙德朗东的时区为UTC+01:00、UTC+02:00（夏令时）。

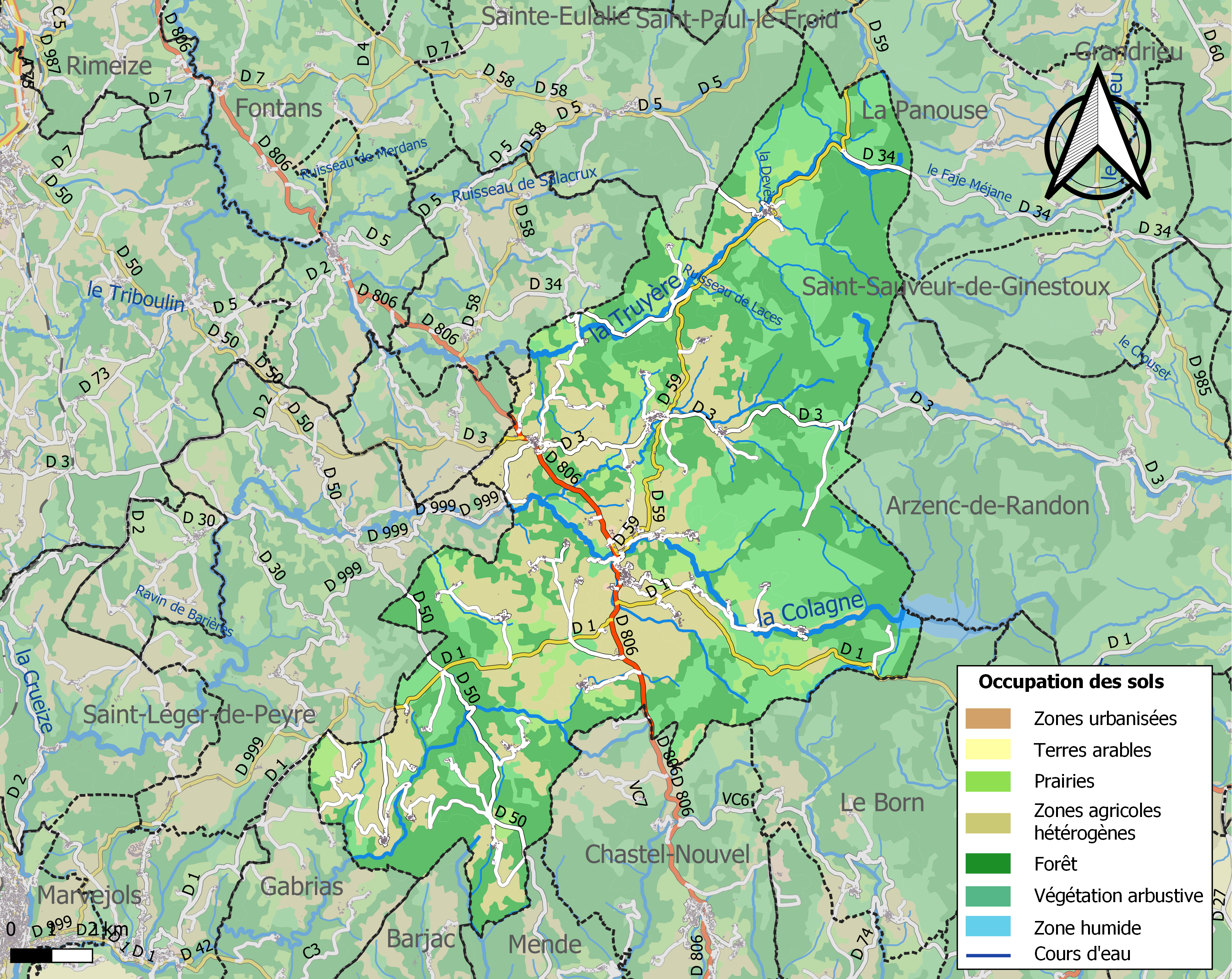
蒙德朗东的OSM定位图

## 行政
蒙德朗东的邮政编码为48700，INSEE市镇编码为48127。

## 政治
蒙德朗东所属的省级选区为利马尼奥勒河畔圣阿尔邦县。

## 人口
蒙德朗东于2022年1月1日时的人口数量为1209人。